# Bùi Diễm
Bùi Diễm (1 tháng 10 năm 1923 – 24 tháng 10 năm 2021) là một chính khách Việt Nam. Ông nắm giữ chức vụ Đại sứ Việt Nam Cộng hòa tại Hoa Kỳ nhiệm kỳ từ năm 1967 đến năm 1972.

## Thân thế
Bùi Diễm sinh ngày 1 tháng 10 năm 1923 tại thành phố Phủ Lý, tỉnh Hà Nam, Đông Dương thuộc Pháp. Có thân phụ là nhà nho Ưu Thiên Bùi Kỷ, cô ruột của ông là Bùi Thị Tuất - phu nhân của học giả Trần Trọng Kim, tức thủ tướng của Đế quốc Việt Nam (1945).

## Hoạt động chính trị
Ông hoạt động chính trị từ thời học trường Bưởi và gia nhập Đảng Đại Việt năm 1944 qua lời giới thiệu của một người bạn là ông Đặng Văn Sung. Năm 1945, Bùi Diễm tham gia trường lục quân tại Yên bái, và trước đó từng là học sinh của đại tướng Võ Nguyên Giáp thời tướng Giáp còn là giáo viên dạy lịch sử tại trường tư thục Thăng Long, Hà Nội.
Bùi Diễm rời chính trường cho đến khi nền Đệ Nhất Cộng hòa Việt Nam chấm dứt. Sau thời gian đó ông làm chủ nhiệm tờ báo Saigon Post xuất bản ở Sài Gòn trong giai đoạn từ năm 1963 đến năm 1975. Ngoài ra ông cũng thành lập hãng phim Tân Việt, sản xuất cuốn phim Chúng tôi muốn sống.
Khi thủ tướng Phan Huy Quát ra chấp chính, ông giữ chức Tổng trưởng Phủ Thủ tướng (1965). Trong nội các của Ủy ban Hành pháp Trung ương, ông là Ủy viên Ngoại giao (1965-67) và đồng thời cũng là đảng viên Đảng Đại Việt.

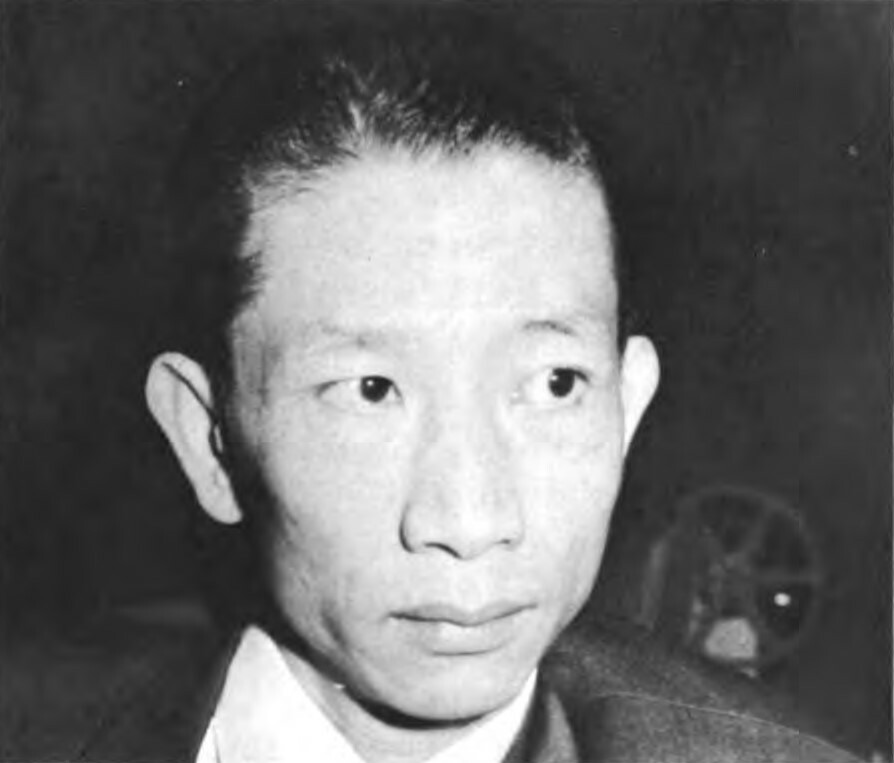
Bùi Diễm khi làm Đại sứ, năm 1967

Đến thời kỳ Đệ Nhị Cộng hòa Việt Nam, ông được bổ nhiệm làm đại sứ Việt Nam Cộng hòa ở Washington, D.C. thay thế đại sứ Vũ Văn Thái. Chức vụ này được ông đảm nhận từ năm 1967 đến năm 1972 thì chuyển làm đại sứ lưu động cho đến năm 1975. Bùi Diễm từng là quan sát viên do Tổng thống Nguyễn Văn Thiệu chỉ định tại Hiệp định Paris 1973. Sau năm 1975, ông tị nạn tại Hoa Kỳ.

## Hải ngoại
Ông là tác giả cuốn hồi ký chính trị Gọng kìm lịch sử. Ấn bản đầu tiên viết bằng tiếng Anh với tựa đề The Jaws of History (1987), sau đó được ông viết lại bằng tiếng Việt và xuất bản lần đầu năm 2000, tái bản năm 2019. Cuốn sách thứ hai là Vietnamese Economy and Its Transformation to an Open Market System ra mắt vào năm 2004.
Ông là học giả tại Trung tâm quốc tế Woodrow Wilson và Viện Doanh nghiệp Mỹ, là giảng viên tại trường Đại học George Mason, và là một thành viên trong Ban Cố vấn của National Congress of Vietnamese Americans (NCVA, Nghị hội Toàn quốc người Việt tại Hoa Kỳ). Ông vẫn hoạt động trong Đại Việt Cách mạng Đảng (tách ra từ Đại Việt Quốc dân Đảng) và nắm giữ chức vụ Chủ tịch Ban chấp hành Trung ương của Đại Việt Cách mạng Đảng.
Bùi Diễm từng xuất hiện với vai trò nhân chứng trong các tập phim Chiến tranh Việt Nam do đài PBS (Mỹ) sản xuất vào năm 2017. Ông qua đời sáng ngày 24 tháng 10 năm 2021 tại tư gia ở thành phố Rockville, Maryland, thọ 98 tuổi.